# 司马仲明
司马仲明（？—524年），河内温县（今河南省温县）人，安平献王司马孚的后裔，东晋右卫将军、散骑常侍、中护军、使持节、侍中、太尉公、河间武王司马钦的玄孙，东晋侍中、左卫将军、河间景王司马昙之的曾孙，北魏安远将军、丹阳简侯司马叔璠的孙子，北魏宁朔将军、骠骑府从事中郎、镇西将军、略阳王府长史、宜阳子司马道寿的儿子，司马元兴的弟弟。
司马仲明先后出任侍御史和中书舍人，以谨慎机敏而出名，稍稍升任卫尉少卿，仍兼任中书舍人，又外调为征虏将军、凉州刺史，因为贪残被御史弹劾定罪，得到赦免，多年没有被授予官职。司马仲明后娶灵太后的堂姐为继室，被任命为武卫将军、征虏将军，又转任光禄大夫，仍然为武卫将军，又升任大司农卿，加号安东将军、散骑常侍，外调为安北将军、恒州刺史，仍然为散骑常侍。正光五年（524年），司马仲明去世。